# Vesela jesen 1980
XIV. Vesela jesen je potekala 6. septembra 1980 v Unionski dvorani v organizaciji Društva glasbenih delavcev Harmonija. Vodila sta jo Metka Šišernik-Volčič in Vinko Šimek, orkestru pa je dirigiral Edvard Holnthaner.

## Tekmovalne skladbe
| #   | Izvajalec                      | Pesem                     | Avtor glasbe / besedila / aranžmaja                 | Nagrade                              |
| --- | ------------------------------ | ------------------------- | --------------------------------------------------- | ------------------------------------ |
| 1.  | Meri Avsenak                   | Človek pusti čarne misli  | Dezider Cener / Branko Mohorko / Bojan Adamič       | 2. nag. za besedilo                  |
| 2.  | Branko Robinšak                | Prleško kurentsko vesele  | Oto Pajek / Jelka Žmuc / Edvard Holnthaner          |                                      |
| 3.  | Marjana Deržaj                 | Nate:gni, Lujs, me:he     | Alenka Cernoga / Miroslav Slana / Edvard Holnthaner |                                      |
| 4.  | Edvin Fliser & Alenka Pinterič | Če prava je lubiezen      | Franc Šegovc / Marjan Stare / Edvard Holnthaner     |                                      |
| 5.  | Marjana Zelko                  | Ceili sveit je ringlšpou  | Geno Tinev / Geno Tinev / Werner Ussar              | 2. nag. občinstva, nag. za debitanta |
| 6.  | Andrej Plevnik                 | Ribiči                    | Janez Klemenčič / Janez Klemenčič / Werner Ussar    |                                      |
| 7.  | Alfi Nipič                     | Fičefol in coprnica       | Boris Rošker / Miroslav Slana / Jani Golob          | 1. nag. občinstva, nag. za aranžma   |
| 8.  | Zorica Fingušt                 | Mejdun, šta lonca         | Zorica Fingušt / Zorica Fingušt / Edvard Holnthaner | zlati klopotec, 1. nag. za besedilo  |
| 9.  | Karli Arhar                    | Živinski sejem            | Marjan Golob / Miroslav Slana / Edvard Holnthaner   | 3. nag. občinstva                    |
| 10. | Andreja Zupančič               | Lepa Anka                 | Silvester Mihelčič / Toni Gašperič / Bojan Adamič   |                                      |
| 11. | Ivek Baranja                   | Fsi puebi Štojerski       | Milan Križan / Marjan Stare / Werner Ussar          |                                      |
| 12. | Braco Koren                    | Spet ne dela terminal     | Bojan Adamič / Marjan Stare / Bojan Adamič          |                                      |
| 13. | Jože Kobler                    | Gostuvanje                | Emil Glavnik / Manko Golar / Bojan Adamič           |                                      |
| 14. | Rudi Trojner                   | Prepelica na stereo špila | Jože Kreže / Miroslav Slana / Bojan Adamič          | 3. nag. za besedilo                  |
| 15. | Vlasta Barl                    | Huckajnca                 | Milan Križan / Miroslav Slana / Edvard Holnthaner   |                                      |
| 16. | New Swing kvartet              | Šentjurčani               | Oto Pestner / Oto Pestner, Dare Hering / Jani Golob |                                      |